# Olga Radenković
Olga Borić, coniugata Radenković (in serbo Олга Борић-Раденковић?; Belgrado, 9 settembre 1932 – Monaco di Baviera, 22 gennaio 2009), è stata una cestista jugoslava.
Era la moglie di Petar Radenković.

## Carriera
Con la Jugoslavia ha disputato tre edizioni dei Campionati europei (1954, 1956, 1960).